# Rippien
Rippien ist ein Ortsteil der sächsischen Gemeinde Bannewitz im Landkreis Sächsische Schweiz-Osterzgebirge.

## Geografie
Der Ort liegt südöstlich des Hauptortes Bannewitz. Die Staatsstraße 191 verläuft als Umgehungsstraße nördlich der Ortschaft.
Rippien ist der südliche Endpunkt des Vermessungssystems von Wilhelm Gotthelf Lohrmann aus dem Jahr 1828. Weitere Messpunkte befanden sich am Zwinger in der Inneren Altstadt Dresdens sowie bei Rähnitz nördlich in Dresden, wo die „Meridiansäule“ (eine 10 Meter hohe Sandsteinsäule) den nördlichen Endpunkt der exakt ausgerichteten Nord-Süd-Linie markiert. 
Das Dorf ist mit den Buslinien 351 und 353, die vom RVSOE betrieben werden, an das öffentliche Personennahverkehrsnetz angebunden.

## Geschichte
Die sorbische Ortsgründung wird erstmals urkundlich im Jahr 1295 als Rypin erwähnt. Auf einer Karte aus der zweiten Hälfte des 18. Jahrhunderts ist der Ort als Rüpchen eingezeichnet.
Von 1550 bis 1900 wurde Sandstein in einem großen und mehreren kleinen Steinbrüchen abgebaut.
Der bereits seit Anfang des 16. Jahrhunderts im Plauenschen Grund betriebene Steinkohlenbergbau griff im 19. Jahrhundert auch auf die umliegenden Gemeinden über. Von 1850 bis 1854 teufte der Hänichener Steinkohlenbauverein zu Dresden in Rippien den 470 Meter tiefen Beharrlichkeitsschacht ab, der ab 1857 ein 940 Meter langes Anschlussgleis zur Hänichener Kohlenzweigbahn hatte. Der Schacht wurde 1889 nochmals um 100 Meter nachgeteuft. Aufgrund der Erschöpfung der Kohlevorräte und zunehmend sinkender Produktivität aufgrund in- und ausländischer Konkurrenz musste der Verein 1906 die Förderung einstellen und in Liquidation gehen. Mit dem Steinkohlenbergbau entwickelte sich Rippien zu einer Arbeiterwohnsitzgemeinde.
Ein erster Schulunterricht fand 1764 statt, 1845 erfolgte der Bau eines Schulgebäudes im Ort. Schon 1875 wurde ein weiteres Schulhaus errichtet, in dem die Kinder von Goppeln, Hänichen und Rippien zur Schule gingen.
Im Jahre 1959 begann der Anschluss der Einzelbauern an die „LPG Fortschritt Bannewitz“. 1960 wurde an der Straße nach Bannewitz ein Milchviehkombinat für 360 Tiere errichtet, das heute als Stallung für Weide,-Mastrinder der Dresdner Vorgebirgs Agrar AG genutzt wird. An der Straße zwischen Possendorf und Golberode kam es in den 1970er Jahren zur Errichtung eines Milchviehkombinats für 2000 Tiere, das heute als Milchviehanlage mit einer Biogasanlage von der Vorgebirgsmilch- und Schlachtviehgenossenschaft genutzt wird.

## Die Sommerschuhstiftung
Der 1844 in Rippien geborene Dresdner Architekt Ernst Sommerschuh baute auch in seiner Heimat. Ein Beispiel ist das Oberteil des Possendorfer Kirchturmes, der 1885 neu aufgebaut werden musste.
Sommerschuh war durch Fleiß wohlhabend geworden. Er verschenkte einen großen Teil seines Vermögens an die Bewohner von Rippien. 1904 errichtete er eine Stiftung. Der Stiftungszweck liegt in der Erfüllung von konkret bestimmten gemeinnützigen Zwecken.
Für Sommerschuh wurde schon zu Lebzeiten ein Denkmal errichtet, außerdem wurde eine Straße nach ihm benannt.

## Persönlichkeiten
- Artur Pleißner (1872–1952), Zeitungschefredakteur und Autor

## Sonstiges
- Ortsvorsteher ist Mirco Synde.[3]

## Galerie

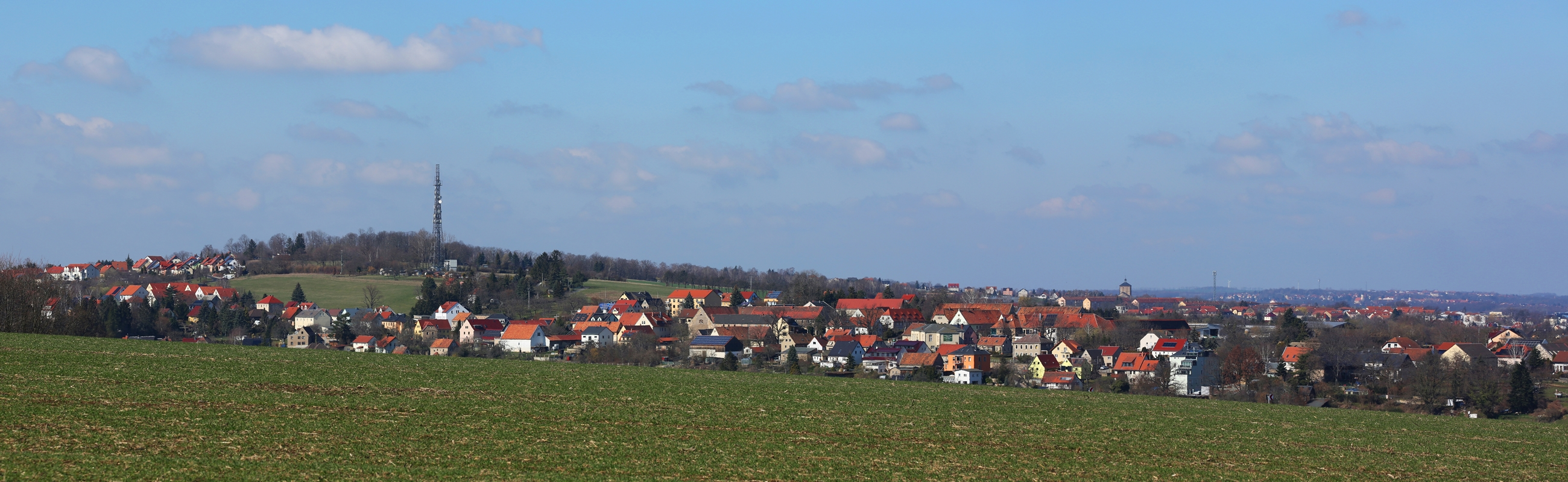
Blick von Osten über Rippien mit dem Gohlig im Hintergrund
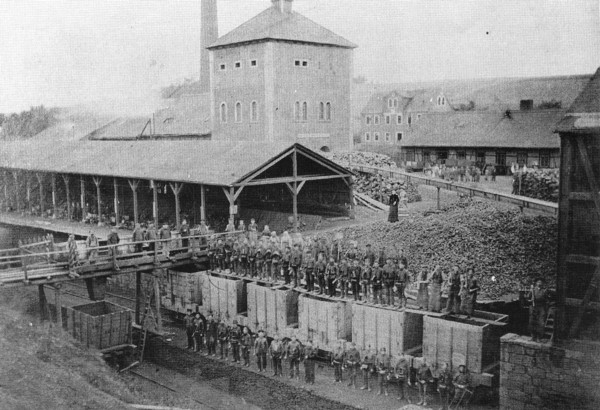
Beharrlichkeitsschacht im Jahr 1882
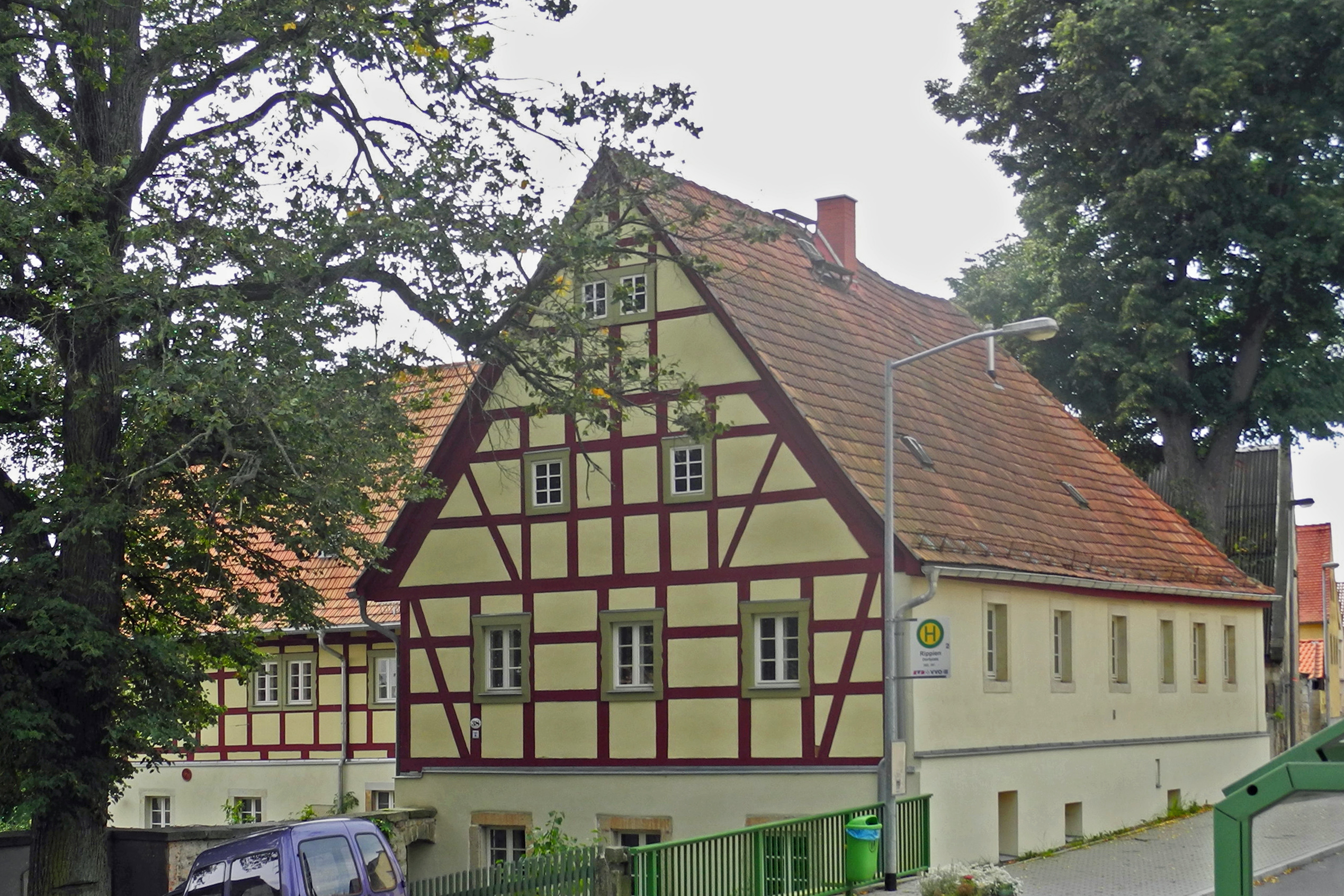
Fachwerkhaus an der Pirnaer Straße
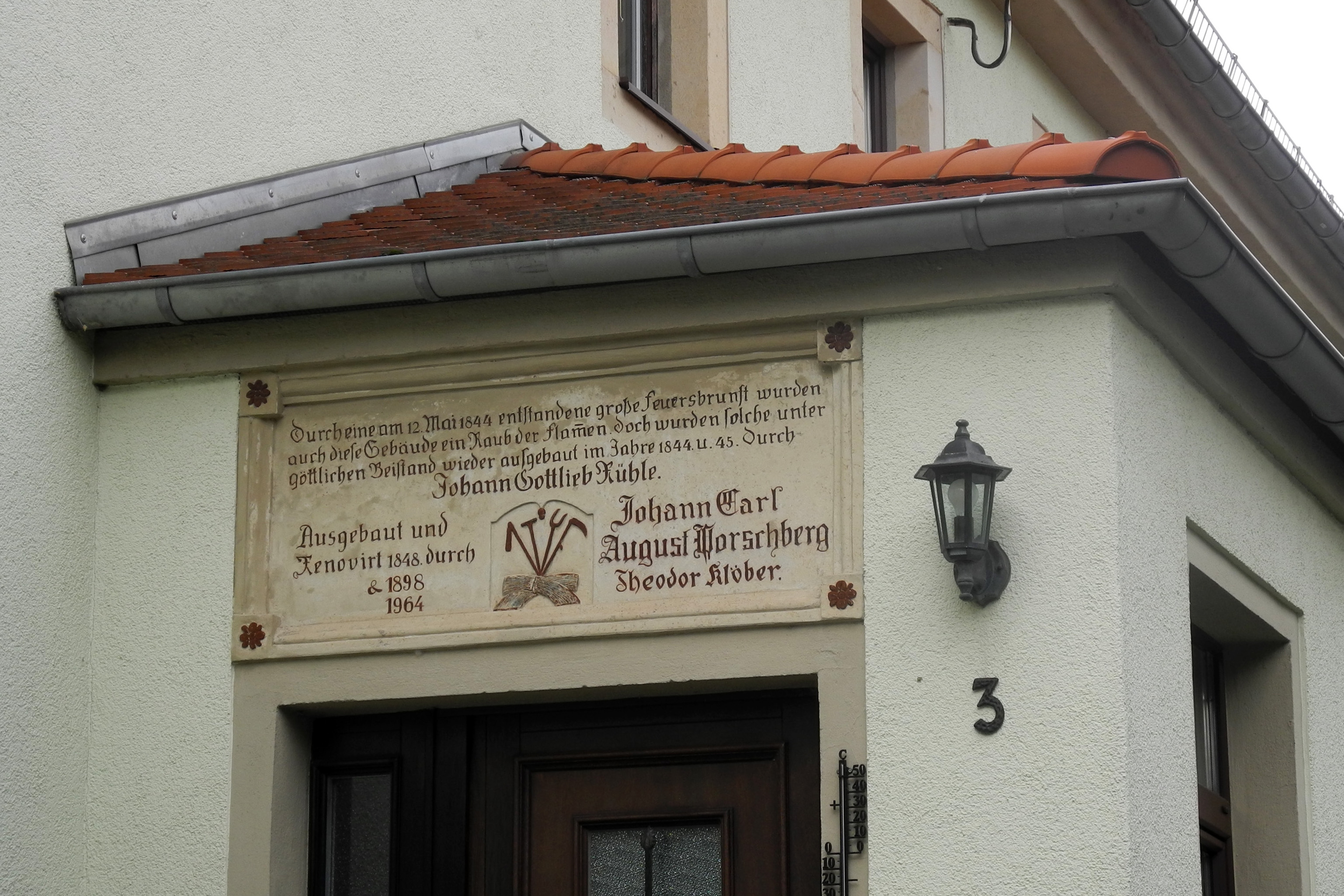
Haustafel an einem Haus am Dorfplatz
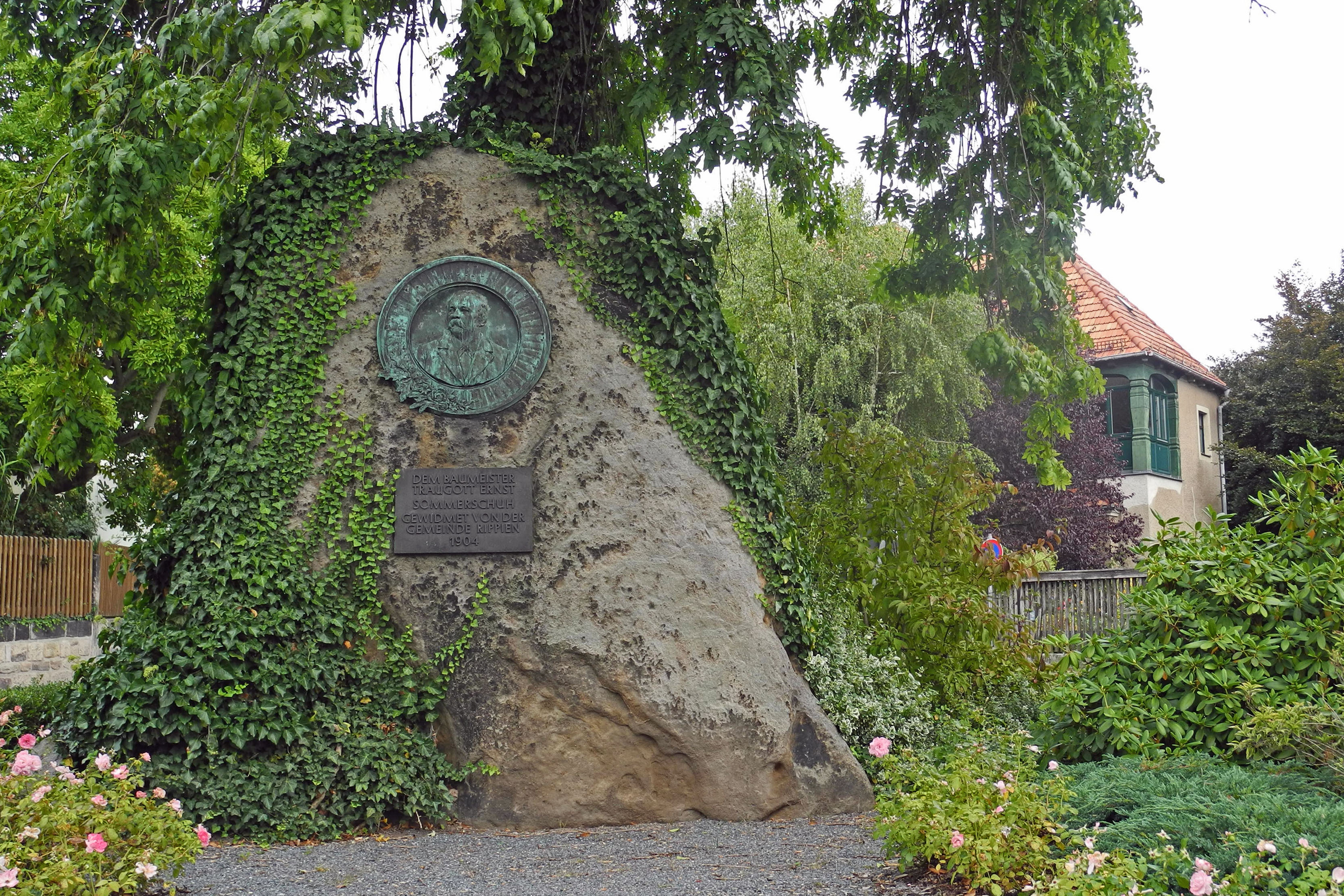
Sommerschuh-Denkmal